# Węgrzyn (wino)
Węgrzyn – wino pochodzące z Węgier, produkowane z suszonych winogron, nazwa win węgierskich używana dawniej w Polsce. W XVI-XVIII beczka węgrzyna potrafiła kosztować około 100 złotych polskich, dlatego często dopuszczano się fałszerstw, przyprawiając kiepskie wina tak, by udawały lepsze gatunki.
Najpopularniejszym z węgrzynów był tokaj.